# 1901 en Nouvelle-Écosse
Chronologie de la Nouvelle-Écosse
- 1897
- 1898
- 1899
- 1900
- 1901
- 1902
- 1903
- 1904
- 1905

Cette page concerne des événements d'actualité qui se sont produits durant l'année 1901 dans la province canadienne de la Nouvelle-Écosse.

## Politique
- Premier ministre : George H. Murray
- Chef de l'Opposition :
- Lieutenant-gouverneur : Alfred Gilpin Jones
- Législature :

## Naissances

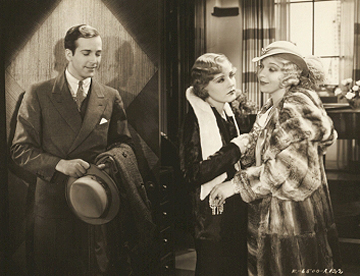
David Manners, Madge Evans et Ina Claire dans The Greeks Had a Word for Them.

- 30 avril : David Manners est un acteur canadien né à Halifax, mort le 23 décembre 1998 à Santa Barbara (Californie).

- 8 septembre : Harold Joseph Connolly (mort le 17 mai 1980) était un journaliste et homme politique néo-écossais qui fut premier ministre libéral de la province en 1954.

- 22 septembre : Charles Brenton Huggins (né à Halifax, Nouvelle-Écosse, Canada - mort le 12 janvier 1997 à Chicago) est un physiologiste américain, natif du Canada. Chercheur spécialiste du cancer de la prostate à l'université de Chicago, ses travaux sur l'hormonothérapie dans ce cancer lui valent le Prix Nobel de physiologie ou médecine en 1966, conjointement avec Peyton Rous, récompensé, lui, pour sa découverte du premier virus oncogène à ARN, le virus du sarcome des poulets.